# Witkopspecht
De witkopspecht (Leuconotopicus albolarvatus synoniem: Picoides albolarvatus) is een soort
specht uit de onderfamilie Echte spechten en het geslacht Leuconotopicus

## Herkenning
De vogel is 23 cm lang. Het mannetje heeft op zijn nek een rode vlek, maar het vrouwtje heeft een vrijwel geheel witte kop.

## Verspreiding en leefgebied
Hij komt in de VS in dennenwouden van Californië en Oregon voor en telt twee ondersoorten:
- L. a. albolarvatus: van Brits-Columbia tot de zuidwestelijke Verenigde Staten.
- L. a. gravirostris: zuidelijk Californië.

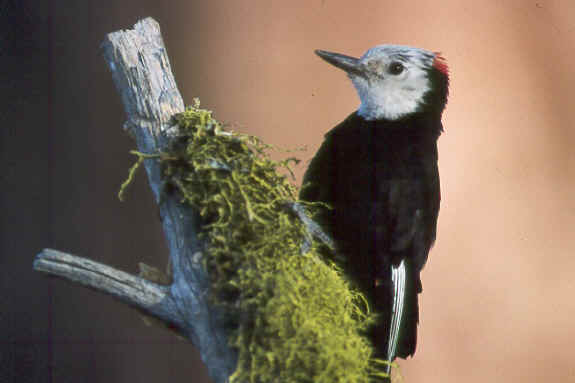